# Шієу-Сфинту
Шієу-Сфинту (рум. Șieu-Sfântu) — село у повіті Бистриця-Несеуд в Румунії. Входить до складу комуни Шинтеряг.
Село розташоване на відстані 331 км на північний захід від Бухареста, 14 км на захід від Бистриці, 67 км на північний схід від Клуж-Напоки.

## Населення
За даними перепису населення 2002 року у селі проживали 465 осіб.
Національний склад населення села:
| Національність | Кількість осіб | Відсоток |
| -------------- | -------------- | -------- |
| румуни         | 354            | 76,1%    |
| угорці         | 105            | 22,6%    |
| цигани         | 5              | 1,1%     |

Рідною мовою назвали:
| Мова      | Кількість осіб | Відсоток |
| --------- | -------------- | -------- |
| румунська | 360            | 77,4%    |
| угорська  | 104            | 22,4%    |